# انتخابات پارلمانی جمهوری قره‌باغ (۱۹۹۵)
انتخابات پارلمانی در روز ۳۰ آوریل ۱۹۹۵ در جمهوری قره‌باغ برگزار شد. در مجموع ۳۳ عضو مجلس ملی جمهوری آرتساخ برگزیده شدند. میزان مشارکت ۷۳٫۹ درصد آرا بود.